# Susan Coolidge
Susan Coolidge (pseudonym för Sarah Chauncey Woolsey), född 29 januari 1835, död 9 april 1905, var en amerikansk författare. Hon var främst känd för sina flickböcker om Katy, utgivna under denna pseudonym.